# 雷納角 (利文斯頓島)

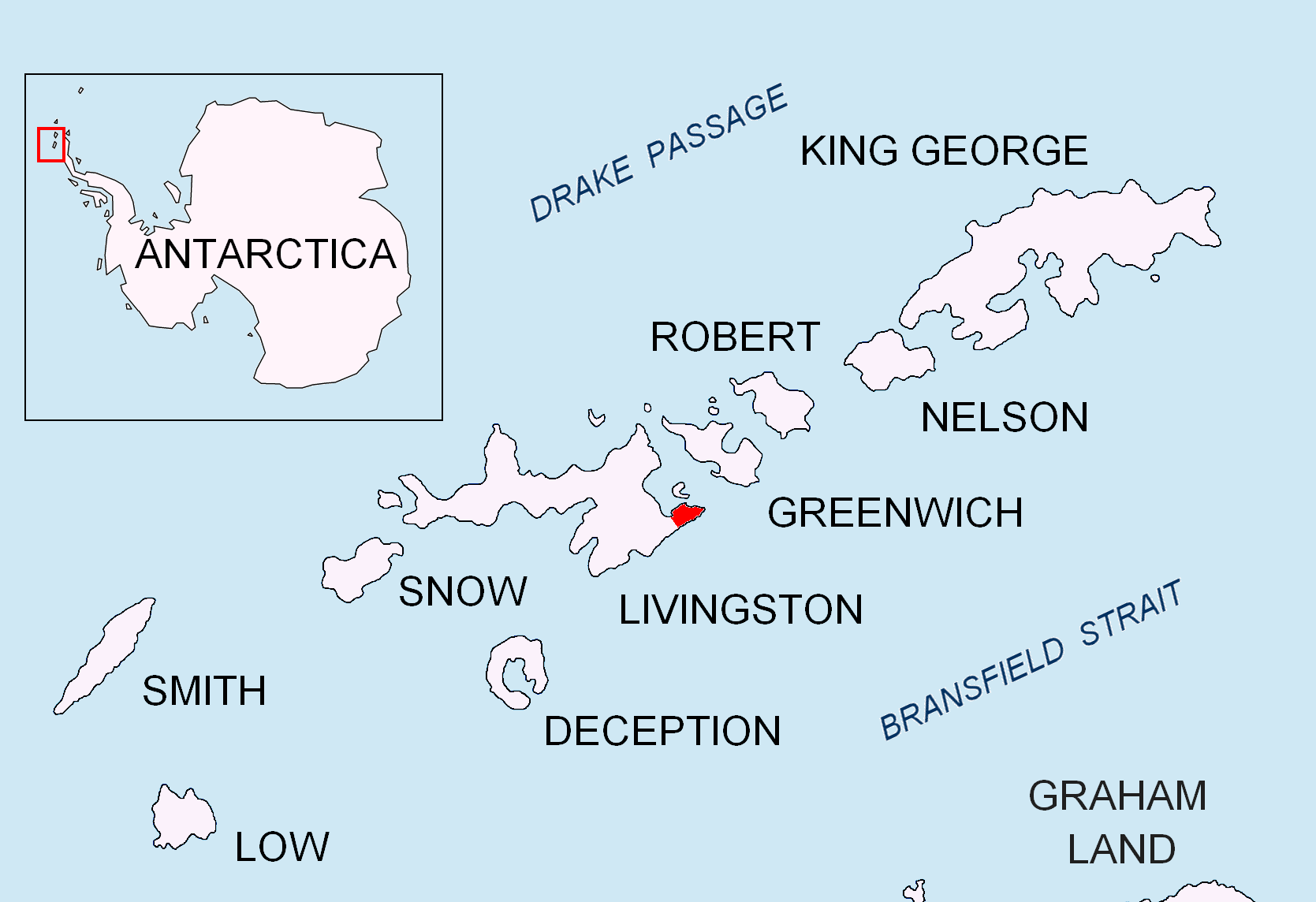

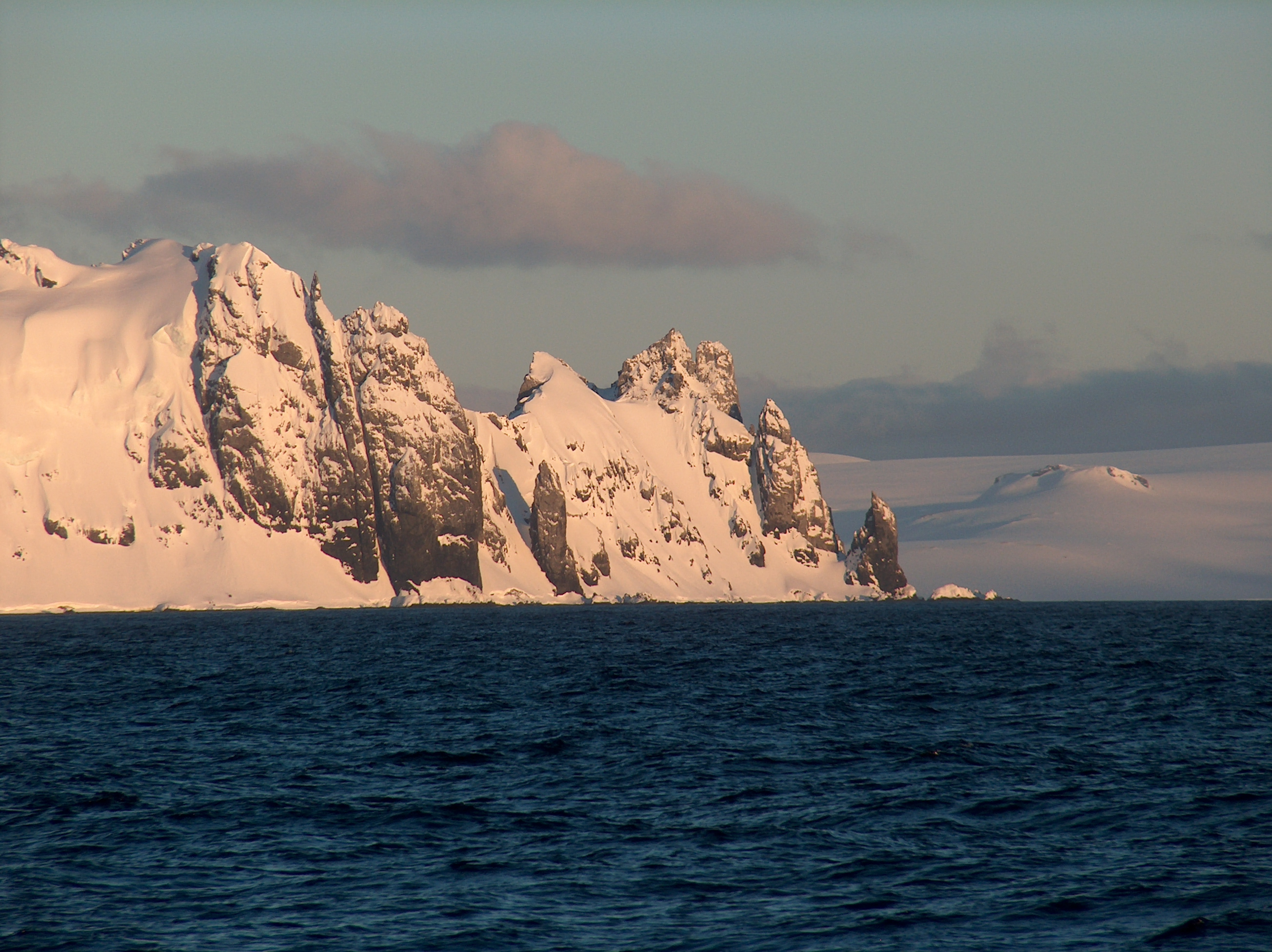

62°36′34″S 59°48′21″W / 62.60944°S 59.80583°W
雷納角（英語：Renier Point）是南極洲的海岬，位於南设得兰群岛中利文斯頓島的布爾加斯半島東端，該海岬早在1821年由海豹獵人所用，現時由南極條約體系管理。